# Serena Vitale
Serena Vitale (Brindisi, 1945) es una traductora y escritora italiana.

## Biografía
Originaria de Apulia, Serena Vital se instala en Roma en 1958 con su madre y uno de sus hermanos. Alumna de Angelo Maria Ripellino, estudió ruso, para lo que visitó Moscú de 1967 a 1968 para profundizar sus conocimientos. En casa de Ripellino conoció en 1969 al poeta Giovanni Raboni. Al año siguiente, inició una relación con el poeta que terminó con su matrimonio en diciembre de 1979. El matrimonio naufragó dos años más tarde, cuando Raboni conoció a la poeta Patrizia Valduga.
Desde 1972, es profesora de lengua rusa a la universidad de Génova. Más tarde, fue profesora de literatura rusa de la Universidad Católica del Sagrado Corazón (UCSC) de Milán.

## Carrera literaria
Es la autora de numerosas publicaciones y estudios sobre escritores rusos como Joseph Brodsky, Aleksandr Pushkin, Vladímir Nabokov, Marina Tsvetáyeva, Serguéi Yesenin, Mijaíl Bulgákov, Serguéi Aksákov, Isaak Bábel y Yuri Trifonov.
Recibió en 2000 el premio literario Piero Chiara y en 2001 el premio Bagutta por La casa di ghiaccio (La casa de hielo).

## Obras
- « Il bottone di Podidoškin », trad. de Jacques Michaut-Paternò, París, Ediciones Plon, coll. « Fuegos cruzados », 1998, 346 p.  (ISBN <span class="nowrap">2-259-18474-X</span>)
- « La casa di ghiaccio : venti piccole storie russe », trad. de Jacques Michaut-Paternò, París, Ediciones Gallimard, coll. « Du monde entier », 2002, 223 p.  (ISBN <span class="nowrap">2-07-076120-7</span>)